# Bazugues
Bazugues ist eine französische Gemeinde mit 62 Einwohnern (Stand: 1. Januar 2022) im Département Gers in der Region Okzitanien. Sie gehört zum Arrondissement Mirande und zum Kanton Mirande-Astarac.
Nachbargemeinden sind Laas im Nordwesten, Saint-Maur im Norden, Ponsampère im Osten, Saint-Michel im Südosten, Sainte-Dode im Süden und Miélan im Westen.

## Bevölkerungsentwicklung
| Jahr                       | 1962 | 1968 | 1975 | 1982 | 1990 | 1999 | 2008 | 2017 |
| -------------------------- | ---- | ---- | ---- | ---- | ---- | ---- | ---- | ---- |
| Einwohner                  | 69   | 68   | 57   | 56   | 67   | 55   | 58   | 57   |
| Quellen: Cassini und INSEE |      |      |      |      |      |      |      |      |

## Sehenswürdigkeiten

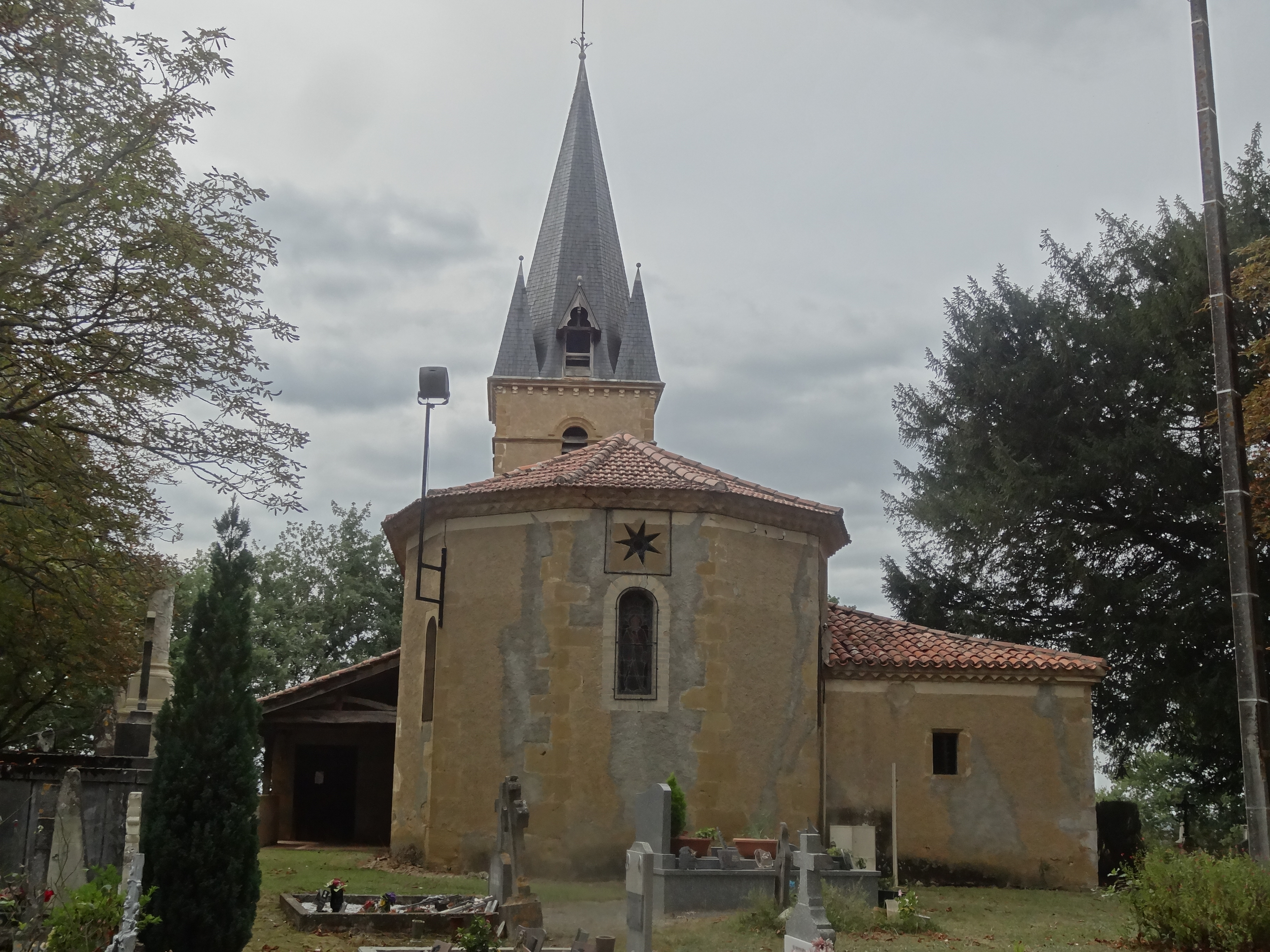
Kirche Saint-Sébastien

- Kirche Saint-Sébastien